# La saga dels Rius
La saga dels Rius va ser una sèrie de TVE rodada l'any 1975 i emesa el 1976, dirigida per Pedro Amalio López, amb la música d'Augusto Algueró i la producció i guió de José Vila-San Juan
La careta d'inici de la sèrie mostrava unes aquarel·les que il·lustraven la Barcelona de l'època mesclat amb les lletres de crèdit. Va ser la primera sèrie de televisió rodada a Espanya en color. Tot i es va filmar en castellà, la seva emissió a Catalunya es va fer en català.

## Argument
Aquests sèrie està basada en les novel·les Mariona Rebull, El vidu Rius i Desideri d'Ignasi Agustí i té un total de 10 capítols. La sèrie narra la vida de tres generacions d'una família de la burgesia industrial barceloneina que disposa d'una fàbrica de teles entre els anys 1880 i el 1916, en tres àmbits diferents: el sentimental, el costumista i l'històric.
En aquesta obra es representen diferents esdeveniments històrics com la bomba que va esclatar al Liceu en aquella època i es representen els diferents estils de vida, com els de la burgesia i els moviments anarquistes.

## Intèrprets
- Fernando Guillén….Joaquim Rius
- Maribel Martín….Mariona Rebull
- José María Caffarel….Don Desideri
- Emilio Gutiérrez Caba….Desideri Rius
- Victoria Vera….Crista Fernández
- Fernando Guillén Cuervo….Joaquim Rius (Fill)
- Mari Carmen Prendes….Rita
- Ramiro Oliveros….Ernest
- Ágata Lys….Lula
- Teresa Gimpera….Jeannine
- Rafael Anglada….Llobet
- Enric Arredondo
- Montserrat Carulla….Evelina
- Alejandro Ulloa….Don Joaquim

## Pressupost
El fet de disposar d'actors amb gran renom va provocar que la producció fos una de les més cares de l'època. El total va pujar a 70 milions de pessetes, amb una mitjana de 5 milions per episodi.

## Premis
- TP d'Or 1976 a Fernando Guillén com a millor actor per a la seva interpretació a la sèrie.